# Мирко Аксентијевић
Мирко Аксентијевић Бата (Куршумлија, 13. август 1922 — Београд, 15. март 2011) био је југословенски и српски новинар и први председник КК Црвена звезда.

## Новинарска каријера
Аксентијевић је завршио новинарско-дипломску високу школу, а новинарством се бавио од 1948. године. Од почетка каријере радио је у агенцији Танјуг, најпре у одељењу за унутрашњу политику, а од 1950. у одсеку за спољну политику.
Извештавао је из Грчке, Конга и Либана, био је изванредан познавалац „палестинског проблема”, као и „курдског”. Током богате новинарске каријере сусрео се са бројним страним политичарима, интелектуалцима, културним и спортским личностима које је интервјуисао и о чијим је радовима писао. Почетком шездесетих година Аксентијевић је био очевидац краја премијера Конга, Патриса Лумумба. Његов извјештај из Конга 1960. године о свргавању премијера Лумумба био је први који је обишао свет. Сматра се да је Аксентијевић био последњи човек који је разговарао са Лумумбом пре него што је погубљен, 17. јануара 1961. године.
Био је први страни новинар који се  сусрео са палестинским лидером Јасером Арафатом у палестинским базама у Јордану, 1968. године. Од тада је извештавао о борби Палестинске ослободилачке организације из непосредне близине. Извештавао је и о Јомкипурском рату, који се водио током 1973. године. Иако је тешко рањен на Сремском фронту 1945. године, увек је покушавао да буде на линије фронта када је извештавао о сукобима на Блиском истоку. Био је први југословенски и српски новинар који се састао са Мустафом Барзани, курдским лидером и тадашњим председником Курдске демократске странке.
Аксентијевић је организовао и водио Међународни центар за штампу у Београду од 1977. до 1982. године. Директор Југословенског-културног информативног центра у Бечу постао је 1982. године. Овај посао је био посебан изазов у његовој каријери, јер му је омогућио да се упозна са животом српске дијаспоре у Аустрији, као и да промовише југословенску културу у овој земљи.

## Црвена звезда
Био је суосновач београдског СД Црвена звезда, 1945. године. Због рањавања током Другог светског рата, Аксентијевић није могао да игра кошарку, па се у потпуности посветио организацији рада клуба. Аксентијевић је био први председник кошаркашког клуба Црвена звезда. Убрзо након тога клубу се придружио Небојша Поповић, који је имао функцију тренера и играча. Године 1950. Аксентијевић одлази са места председника клуба, а за време његовог мандата, Црвена звезда освојила је пет југословенских првенства у кошарци.